# IC 713
IC 713 је ознака објекта на координатама са ректансцензијом 11h 34m 44,8s и деклинацијом + 16° 50" 44'. Открио га је Гијом Бигурдан, 10. марта 1886. Каснијим посматрањима на том положају није уочен никакав астрономски објекат.